# كارمن موري
كارمن موري (2 يوليو 1906- 9 أبريل 1947) جاسوسة سويسرية ألمانية نازية تم اعتقالها في معسكر اعتقال رافنسبروك، حكم عليها بالإعدام في محاكمات هامبورغ رافنسبروك في عام 1947.

## السيرة الذاتية

### النشأة والعملية
ولدت كارمن موري في 2 يوليو 1906 في برن، سويسرا. عملت قبل الحرب كصحفية في العديد من الصحف بما في ذلك صحيفة مانشيستر جارديان (المعروفة الآن باسم: الجارديان). التحقت في عام 1932 بصيحفة ألمانية استمرت بالعمل فيها حتى عام 1937. تم تجنيد موري في عام 1934 لتصبح عميلا سريا لجستابو عملت خلالها تحت قيادة برونو ساتلر حيث كلفها بالعديد من عمليات المراقبة. ففي عام 1937 تم تكليفها بمراقبة الناشر اميل اوبريخت في زيوريخ ثم السياسي ماكس براون في باريس. يعد تجميعها لمعلومات عن خط ماجينو من أكبر عملياتها.

### الاعتقالات

كارمن موري (1906-1947) خلال أول محاكمة لها في محاكمة رافنسبروك 1947.

اعتقلت موري في فرنسا في نوفمبر 1938 وصدر عليها حكم الإعدام في 28 أبريل 1940، لكن تم إلغاء الحكم وإطلاق سراحها قي 6 يونيو 1940 الأمر الذي فسره البعض أنها وافقت أن تصبح جاسوسا مزدوجا للفرنسيين. بعد فترة وجيزة، نجحت ألمانيا في غزو فرنسا. بعد أن فقدت ثقة رؤسائها في جساتبو، تم اعتقالها من قبل السلطات الألمانية ثم أطلق سراحها ثم اعتقلت مرة أخرى في عام 1941 وتم ارسالها إلى معسكر اعتقال رافنسبروك حيث أصبحت رئيسة لكتلة كابو (سجين موظف). كان من المقرر إرسالها إلى غرفة الغاز لكن صديق والدها قام بمسح اسمها من القائمة.
اكتسبت موري سمعة سيئة في المعسكر حيث أطلقوا عليها اسم الوحش، ووصفها بأنها صدامية، المختلة عقليا، الشره جنسيا وواحدة من أشهر كوابيس المخيم. كونت في تلك الفترة علاقة صداقة وثيقة مع آن سبويري، وصفها البعض بأنها علاقة عشق.

## الموت
بعد انتهاء الحرب، تم إطلاق سراحها من المخيم. بعد أن تم التعرف عليها من قبل سجناء آخرين نتيجة نشاطها في معسكر رافنسبروك، اعتقلتها سلطات الحلفاء وحكم عليها بالإعدام في محاكمات هامبورغ رافنسبروك في عام 1947، لكنها انتحرت قبل تنفيذ حكم الإعدام.
قامت العديد من وسائل الإعلام بتغطية محاكمتها وحادثة انتحارها، كما أطلقوا عليها العديد من الألقاب مثل «الوحش»، «ماتا هاري من الدرجة الثالثة» و«بيلا دونا».

## وصلات خارجية
- كارمن موري خلال محاكمات رافنسبورك عام 1947.
- أشهر 10 نساء في معسكرات رافنسبورك.